# Lithacodia griseifusa
Lithacodia griseifusa là một loài bướm đêm trong họ Noctuidae.